# Судува (стадион)
АРВИ Арена (лит. ARVI Arena), также известная как Судува (лит. Sūduva) — футбольный стадион, расположенный в литовском городе Мариямполе. Является домашним стадионом клуба «Судува», некоторые матчи на нём проводила и сборная Литвы.

## История
Стадион был построен в 2007—2008 гг. на средства, выделенные Европейским союзом Литве. Открытие состоялось 6 июля 2008 года.
Стадион обладает вместимостью в 6250 человек (после последней реконструкции), неподалеку от стадиона также расположена крытая арена.
Первый матч на стадионе состоялся против литовского клуба «Каунас», который закончился нулевой ничьей. Первый гол на стадионе забил игрок «Судувы» Сергей Козюберда. 17 июля 2008 состоялся первый еврокубковый матч: в рамках Кубка УЕФА «Судува» встречалась с валлийским клубом «Нью-Сейнтс», матч завершился победой хозяев 1:0. 20 августа 2008 на стадионе свой первый матч провела сборная Литвы, обыграв Молдавию в товарищеском матче со счётом 3:0. Позднее литовцы сыграли ещё три матча отборочного турнира к чемпионату мира 2010 года.
В 2011 году стадион получил название АРВИ Арена (лит. ARVI Arena), поскольку компания «ARVI Enterprises Group» стала спонсором команды «Судува».
В 2013 году стадион принимал матчи чемпионата Европы для юношей до 19 лет, в том числе и финальную встречу.

## Матчи сборной Литвы
| # | Дата             | Противник | Счёт | Тип встречи       | Зрителей |
| - | ---------------- | --------- | ---- | ----------------- | -------- |
| 1 | 20 августа 2008  | Молдова   | 3-0  | Товарищеский матч | 2000     |
| 2 | 10 сентября 2008 | Австрия   | 2-0  | Отбор к ЧМ-2010   | 5000     |
| 3 | 6 июня 2009      | Румыния   | 0-1  | Отбор к ЧМ-2010   | 5500     |
| 4 | 14 октября 2009  | Сербия    | 2-1  | Отбор к ЧМ-2010   | 2500     |

## Галерея

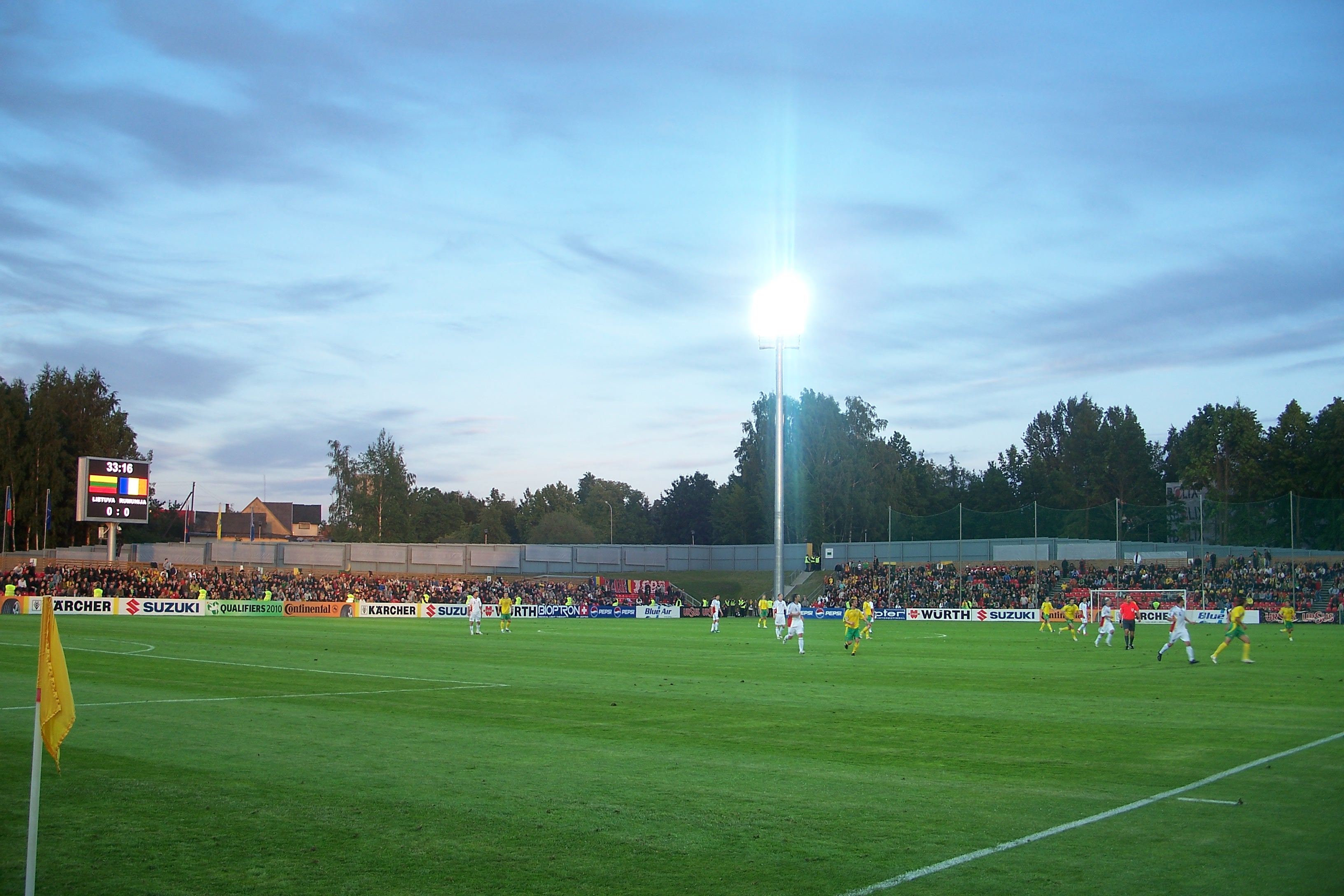
Матч Литва-Румыния
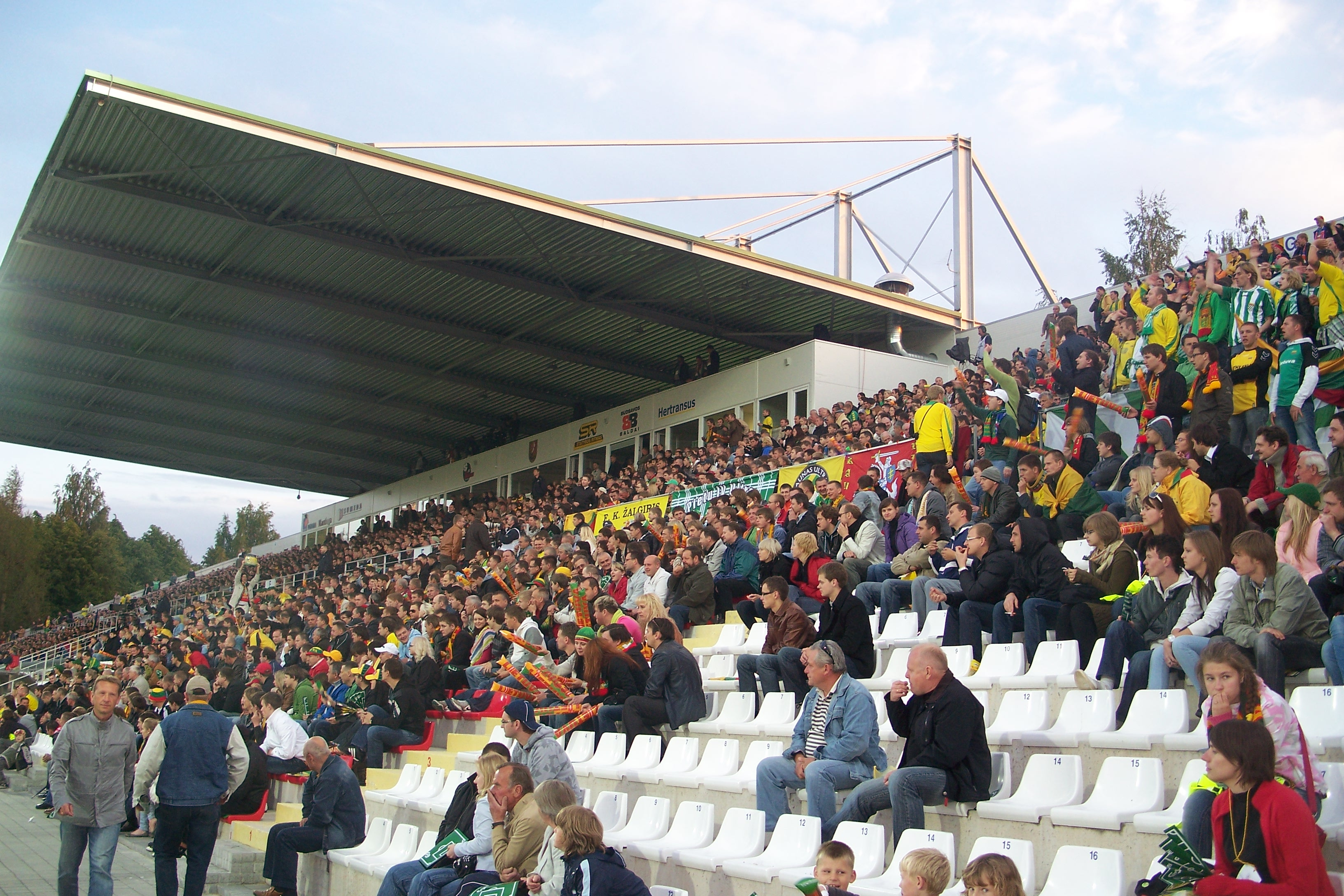
Болельщики на трибунах
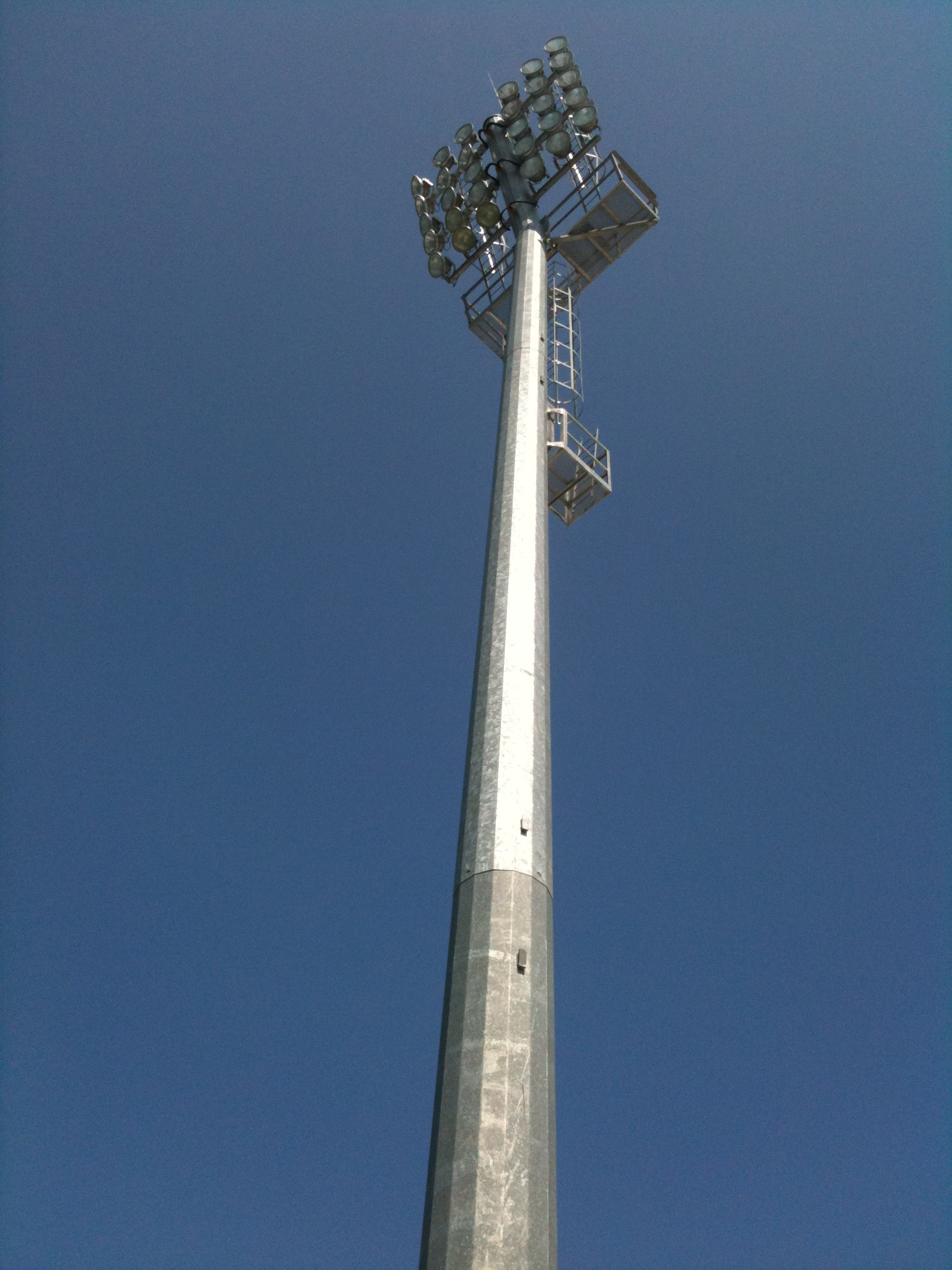
Осветительная матча на стадионе
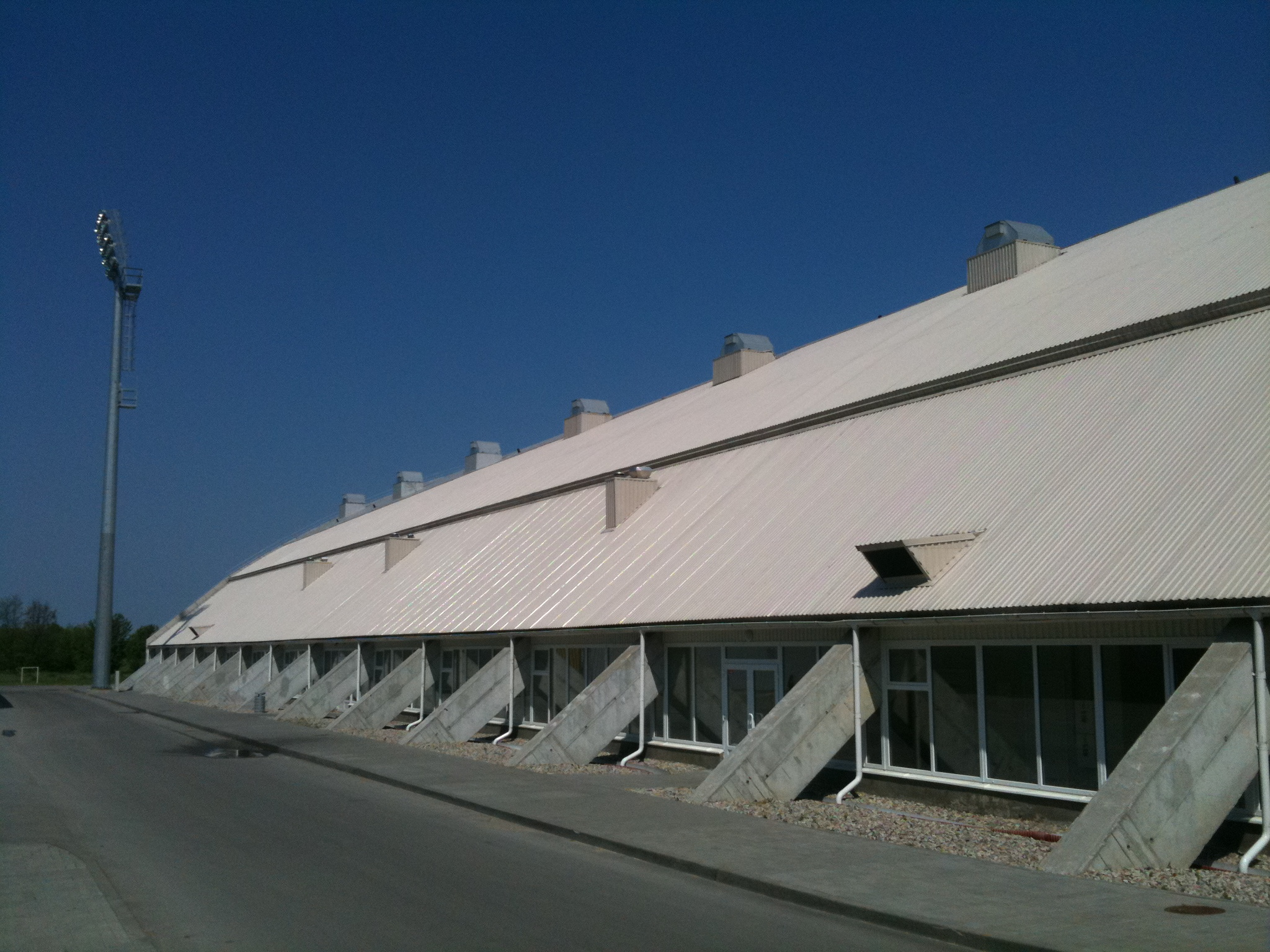
Крытая футбольная арена в Мариямполе